# Comte (empresa)
Comte (1932-1960s) fue una casa de diseño y fabricante e importadora de muebles y objetos decorativos más importante de la Argentina durante la mitad del siglo XX. Comte produjo amoblamiento tanto del estilo inglés como del estilo francés de los siglos XIX y XX.

## 1932-1936: Formación y primeros años
La empresa Comte fue fundada en el año 1932 por Ignacio Pirovano, su hermano Ricardo Pirovano y los arquitectos José Enrique Tívoli y Mariano Mansilla Moreno. Más tarde, Celina Pirovano, también arquitecta y esposa de Ricardo Pirovano, se uniría a Comte.
La principal fuerza creativa detrás de Comte fue Ignacio Pirovano, quien a su vez fue inspirado por Jean-Michel Frank, a quien conoció en 1920, y su galería situada en París en sus constantes viajes a esta ciudad. Ricardo Pirovano actuó como presidente de la compañía y manejaba la parte administrativa de la empresa.
Durante sus primeros cuatro años de existencia Comte estuvo ubicada en la Avenida Roque Sáenz Peña 1129 y se dedicaba a la importación, ejecución y venta de mobiliarios finos y accesorios decorativos, entre los cuales se encontraban muchas piezas de origen Europeo, para su posterior venta a su clientela de la alta sociedad en Buenos Aires.

## 1936-1942: Crecimiento de la compañía
El 30 de marzo de 1936 la compañía se trasladó a la calle Arenales 1079 y firmó un acuerdo de exclusividad con Jean-Michel Frank para producir los diseños de éste en el país. El diseñador francés se desempeñó como director artístico de la compañía durante un período indeterminado.
En esta etapa la compañía se especializa en mobiliarios y decoraciones, alfombras, revestimientos de madera y en general todo lo relacionado con la habilitación de las más importantes obras de grandes reparticiones del Estado, empresas públicas y privadas, tanto del país como también del exterior. Como ejemplos se pueden citar el Hotel Llao Llao en Bariloche, Argentina, el Casino de Mar del Plata, en Mar del Plata, Argentina y el Banco de la República del Paraguay en Asunción, Paraguay.
En ese período se abrieron varios estudios: el primero en 1937 ubicado en la calle Segurola 1164, el segundo en Paramaribo 451 (actual calle Fragata Sarmiento), rápidamente seguidos éstos por nuevas direcciones en Avellaneda 1281, Avenida Paseo Colón 1536/40, Darwin 535/43, Francisco Acuña de Figueroa 855 y Deán Funes 1832.
Esto refleja el increíble crecimiento de Comte y la capacidad de producción de la compañía.
En 1939 Comte se traslada a la calle Florida 953, donde cuenta con un salón de exposición y venta al público.

### Sección Aeronáutica
En el local de la calle Darwin 535/43 se organizó la Sección Aeronáutica que elaboró durante varios años partes correspondientes al avión I.Ae. 22 DL, para el Instituto Aeronáutico de Córdoba. Luego en ese local se realizaría la producción de muebles en serie.

## 1942-1960s: Expansión hacia otros rubros y últimos años
El 27 de abril de 1942, Comte se transforma oficialmente en Sociedad Anónima, con una capital autorizado de m$n 600.000. Ocupa para ese año el imponente local de la calle Florida 936/40, donde funcionará hasta fines de 1954, fecha en que traslada su domicilio comercial a la calle Deán Funes 1832, donde tiene su establecimiento industrial. Hacia el año 1946 centraliza toda su operación en esta última dirección, a la cual se agregó otro local ubicado en la calle Luca 1877.
Consecuentemente, con la experiencia adquirida al organizar su sección aeronáutica y al suspenderse los contratos respectivos a esta sección se dedicó a preparar su planta para las líneas de gabinetes de madera en serie especializándose en gabinetes para T.V., radios, radio a transistores, combinados, estereofónicos, mesas para máquinas de coser, entre otros.
La empresa finalmente cierra sus puertas en algún momento de los años 60 luego de la muerte de uno de sus fundadores, Ricardo Pirovano.

## Rubros comerciales utilizados
Tres tipos de rubros comerciales fueron utilizadas por Comte: COMTE S.R.L., COMTE S.A. y COMTE S.A.I.yC.
En principio la compañía fue formada como una S.R.L. en el año 1932 (Sociedad de Responsabilidad Limitada) dedicándose principalmente a la importación de muebles desde Europa. Hacia el año 1937 Comte se expande y forma una segunda empresa bajo la denominación S.A. (Sociedad Anónima) que se utilizaría principalmente para la fabricación de muebles y objetos decorativos bajo exclusividad tanto de artistas nacionales (como Alejandro Bustillo) como de artistas internacionales (como Jean-Michel Frank). 
Desde 1937 hasta 1942 ambas sociedades S.R.L. y S.A. coexistieron. En 1942 la sociedad S.R.L. dejó de existir y sólo permaneció activa la sociedad S.A. Los registros indican que COMTE S.A. tuvo su primer taller en 1937 en la calle Segurola 1164 y que la institución oficial de la misma fue realizada 15 de abril de 1942. Esto explica el hecho de la existencia de recibos y otra documentación emitidos por Comte listando piezas con identificaciones "COMTE S.A." y "COMTE S.R.L." en un mismo período de tiempo.
Desde 1946 la sociedad S.A. también coexistió con la sociedad S.A.I. y C. (Sociedad Anónima Industrial y Comercial).

## Lista de las más importantes obras realizadas

### Presidencia de La Nación Argentina
1. Residencia Presidencial en Capital Federal, Argentina.
2. Quinta Presidencial en Olivos, Argentina.

### Ministerio de Guerra
(ahora llamado Ministerio de Defensa)
1. Nuevo edificio del Ministerio.
2. Balneario Militar de Olivos.
3. Casino de Oficiales y Cuarteles en Convunco Centro.
4. Varios cuarteles dependientes de la Dirección General de Ingenieros.

### Ministerio de aeronáutica
1. Secretaría General de Aeronáutica.
2. D.L. – D.L. 22; fuselajes completos.

### Ministerio del Interior
1. Lotería de Beneficencia – Anexo Club Mar del Plata., Buenos Aires, Argentina.

### Parques Nacionales
1. Hotel "Llao-Llao", parque nacional de Nahuel Huapí, Bariloche, Argentina.

### Embajadas
1. Embajada Argentina en Lima, Perú.
2. Embajada del Perú en Buenos Aires, Argentina.
3. Embajada de España en Buenos Aires, Argentina.
4. Embajada de los EE. UU. de A. en Buenos Aires, Argentina.

### Otros
1. Banco de la República del Paraguay, Asunción del Paraguay.
2. Círculo de la Unión de la Paz, Bolivia.[2]